# Sainte-Innocence
Sainte-Innocence est une ancienne commune française située dans le département de la Dordogne, en région Nouvelle-Aquitaine.
Au 1er janvier 2019, elle est intégrée à la commune nouvelle de Saint-Julien-Innocence-Eulalie en tant que commune déléguée.

## Géographie

### Généralités

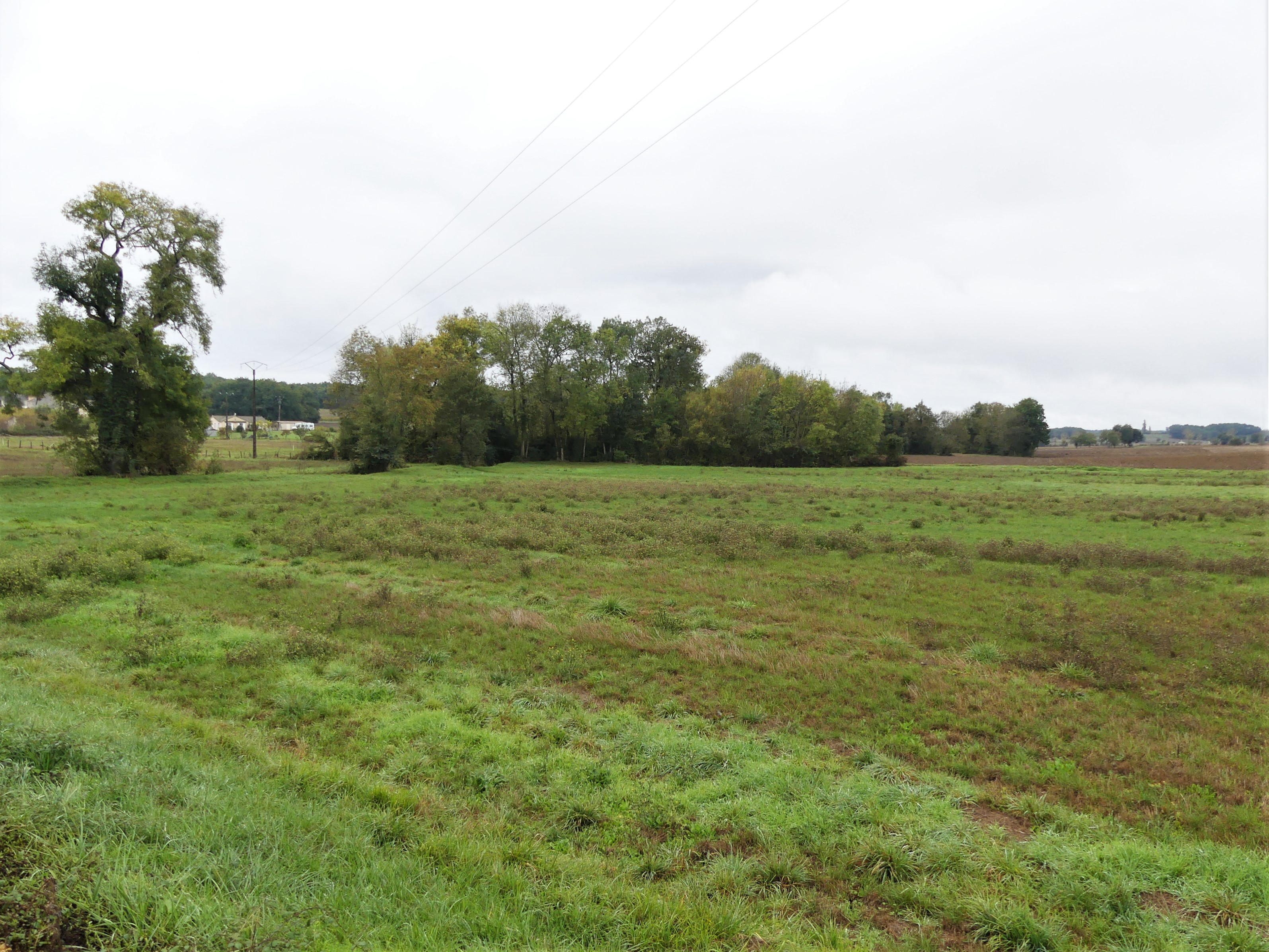
La valléde de l'Escourou au nord du bourg.

Située dans le quart sud-ouest du département de la Dordogne, en Bergeracois, la commune déléguée de Sainte-Innocence s'étend sur 7,20 km2. Représentant la partie centrale de la commune nouvelle de Saint-Julien-Innocence-Eulalie, elle est traversée par l'Escourou, un ruisseau affluent du Dropt.
L'altitude minimale avec 90 mètres se trouve localisée au sud-ouest, près du lieu-dit Lestang, où l'Escourou quitte la commune et sert de limite entre les communes de Thénac et Sainte-Eulalie-d'Eymet. L'altitude maximale, 162 mètres, est située à l'extrême sud-est, dans le bois de Champrier, en limite de Fonroque et de Saint-Julien-d'Eymet. Le sol se compose principalement de calcaire et de molasse oligocènes, sauf en vallée de l'Escourou, recouverte d'alluvions holocènes.
À l'écart des routes principales, le petit bourg de Sainte-Innocence se situe, en distances orthodromiques, à six kilomètres au nord d'Eymet et quinze kilomètres au sud-sud-ouest de Bergerac.

### Communes limitrophes

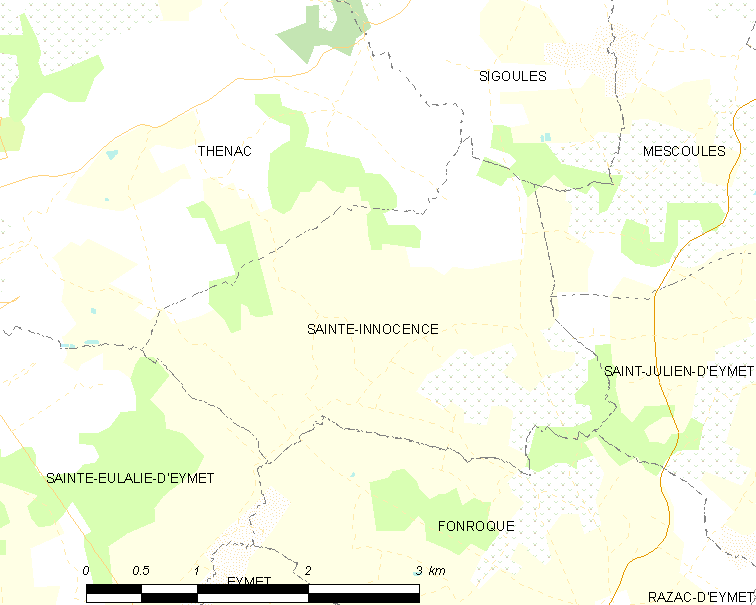
Carte de Sainte-Innocence et des communes avoisinantes en 2018, avant la création des communes nouvelles de Saint-Julien-Innocence-Eulalie et de Sigoulès-et-Flaugeac

En 2018, année précédant la création des communes nouvelles de Saint-Julien-Innocence-Eulalie et de Sigoulès-et-Flaugeac, Sainte-Innocence était limitrophe de six autres communes.
| Thénac                 | Sigoulès         | Mescoules            |
|                        | Sainte-Innocence |                      |
| Sainte-Eulalie-d'Eymet | Fonroque         | Saint-Julien-d'Eymet |

## Urbanisme

### Villages, hameaux et lieux-dits
Outre le petit bourg de Sainte-Innocence proprement dit, le territoire se compose d'autres villages ou hameaux, ainsi que de lieux-dits
- le Barradis
- Bel-Air
- Bois de Champrier
- Bois Redon
- les Bounades
- les Bourbennes
- les Boussiers
- le Bretonnay
- le Cessac
- l'Enclos
- les Figuerasses
- la Forêt
- le Grand Bois
- Lestang
- les Places
- le Pouget
- les Pradasses
- le Roc
- les Terrasses
- Traman
- le Tuquet
- le Vignaud.

## Toponymie
La première mention écrite connue du lieu date du milieu du XIIe siècle, sous la forme Sancta Innocentia dans le cartulaire de l'abbaye de Chancelade. La graphie évolue en suite en Sancta Ignocentia en 1162 dans le même cartulaire, puis S. Innoscencie, en 1365, dépendant de la châtellenie de Puy-Guilhem,. Le nom se réfère à sainte Innocence, nom porté par quatre saintes dont une martyre.
En occitan, la commune se nomme Senta Denença.

## Histoire
Au 1er janvier 2019, la commune fusionne avec Saint-Julien-d'Eymet et Sainte-Eulalie-d'Eymet pour former la commune nouvelle de Saint-Julien-Innocence-Eulalie. À cette date, les trois communes fondatrices deviennent communes déléguées.

## Politique et administration

### Rattachements administratifs et électoraux
Dès 1790, la commune de Sainte-Innocence est rattachée au canton d'Eymet qui dépend du district de Bergerac jusqu'en 1795, date de suppression des districts. En 1801, le canton est rattaché à l'arrondissement de Bergerac.
Dans le cadre de la réforme de 2014 définie par le décret du 21 février 2014, ce canton disparaît aux élections départementales de mars 2015. La commune est alors rattachée au canton du Sud-Bergeracois.

### Intercommunalité
Fin 2001, Sainte-Innocence intègre dès sa création la communauté de communes Val et Coteaux d'Eymet. Celle-ci est dissoute au 31 décembre 2013 et remplacée au 1er janvier 2014 par la communauté de communes des Portes Sud Périgord.

### Administration municipale
La population de la commune étant inférieure à 100 habitants au recensement de 2011, sept conseillers municipaux ont été élus en 2014,. Ceux-ci sont membres d'office du  conseil municipal de la commune nouvelle de Saint-Julien-Innocence-Eulalie, jusqu'au renouvellement des conseils municipaux français de 2020.

### Liste des maires
| Période                                  | Période       | Identité                | Étiquette | Qualité                            |
| ---------------------------------------- | ------------- | ----------------------- | --------- | ---------------------------------- |
| Les données manquantes sont à compléter. |               |                         |           |                                    |
|                                          |               |                         |           |                                    |
| 1876 ou avant                            | mars 1896     | Jean Humeau (aîné)      |           |                                    |
| mars 1896                                | mai 1896      | Pierre Mathieu          |           | Adjoint faisant fonctions de maire |
| mai 1896                                 | mai 1900      | Pierre Mathieu          |           |                                    |
| mai 1900                                 | mai 1904      | Fourneau                |           |                                    |
| mai 1904                                 | août 1906     | Humeau                  |           |                                    |
| août 1906                                | mai 1908      | René Dubois             |           |                                    |
| mai 1908                                 | décembre 1919 | François Durand         |           |                                    |
| décembre 1919                            | février 1924  | Jacques Fourneau (aîné) |           |                                    |
| février 1924                             | mai 1945      | Ferdinand Humeau        |           |                                    |
| mai 1945                                 | ?             | Louis Durand            |           |                                    |
| ?                                        | ?             | Robert Durand           |           |                                    |
| novembre 1947                            | décembre 1947 | Charles Borie           |           |                                    |
| décembre 1947                            | mars 1959     | Robert Durand           |           |                                    |
| mars 1959                                | mars 1983     | Antoine Agard           |           |                                    |
| mars 1983                                | mars 1989     | Micheline Philip        |           |                                    |
| mars 2001                                | mars 2008     | Isabelle Borie          |           |                                    |
| mars 2008                                | décembre 2018 | Jean-Jacques Nadal      | SE        | Retraité agricole                  |

### Instances judiciaires
Dans les domaines judiciaire et administratif, Sainte-Innocence relève : 
- du tribunal d'instance, du tribunal de grande instance, du tribunal pour enfants, du conseil de prud'hommes, du tribunal de commerce et du tribunal paritaire des baux ruraux de Bergerac ;
- de la cour d'assises et du tribunal des affaires de Sécurité sociale de la Dordogne ;
- de la cour d'appel, du tribunal administratif et de la cour administrative d'appel de Bordeaux.

## Population et société

### Démographie
Les habitants de Sainte-Innocence se nomment les Innocentiens.
En 2018, dernière année en tant que commune indépendante, Sainte-Innocence comptait 101 habitants. À partir du XXIe siècle, les recensements des communes de moins de 10 000 habitants ont lieu tous les cinq ans (2005, 2010, 2015 pour Sainte-Innocence). Depuis 2006, les autres dates correspondent à des estimations légales.
Au 1er janvier 2022, la commune déléguée de Sainte-Innocence compte 113 habitants.
| 1793 | 1800 | 1806 | 1821 | 1831 | 1836 | 1841 | 1846 | 1851 |
| ---- | ---- | ---- | ---- | ---- | ---- | ---- | ---- | ---- |
| 380  | 312  | 392  | 386  | 385  | 380  | 376  | 360  | 341  |

| 1856 | 1861 | 1866 | 1872 | 1876 | 1881 | 1886 | 1891 | 1896 |
| ---- | ---- | ---- | ---- | ---- | ---- | ---- | ---- | ---- |
| 329  | 324  | 304  | 312  | 297  | 279  | 237  | 216  | 213  |

| 1901 | 1906 | 1911 | 1921 | 1926 | 1931 | 1936 | 1946 | 1954 |
| ---- | ---- | ---- | ---- | ---- | ---- | ---- | ---- | ---- |
| 203  | 205  | 199  | 170  | 165  | 160  | 164  | 176  | 156  |

| 1962 | 1968 | 1975 | 1982 | 1990 | 1999 | 2005 | 2006 | 2010 |
| ---- | ---- | ---- | ---- | ---- | ---- | ---- | ---- | ---- |
| 150  | 138  | 108  | 107  | 100  | 105  | 103  | 104  | 99   |

| 2015 | 2018 | - | - | - | - | - | - | - |
| ---- | ---- | - | - | - | - | - | - | - |
| 97   | 101  | - | - | - | - | - | - | - |

### Enseignement
En 2018, Sainte-Innocence n'a pas d'école. Les élèves se rendent Eymet, Fonroque ou Sigoulès.

## Économie
Les données économiques de Sainte-Innocence sont incluses dans celles de la commune nouvelle de Saint-Julien-Innocence-Eulalie.

## Culture locale et patrimoine

### Lieux et monuments
- Église Sainte-Innocence[18] du XVe – XVIe siècle, dont le clocher et le porche sont inscrits au titre des monuments historiques depuis 1948[19]. Elle remplace une première église, mentionnée au XIIe siècle[3].

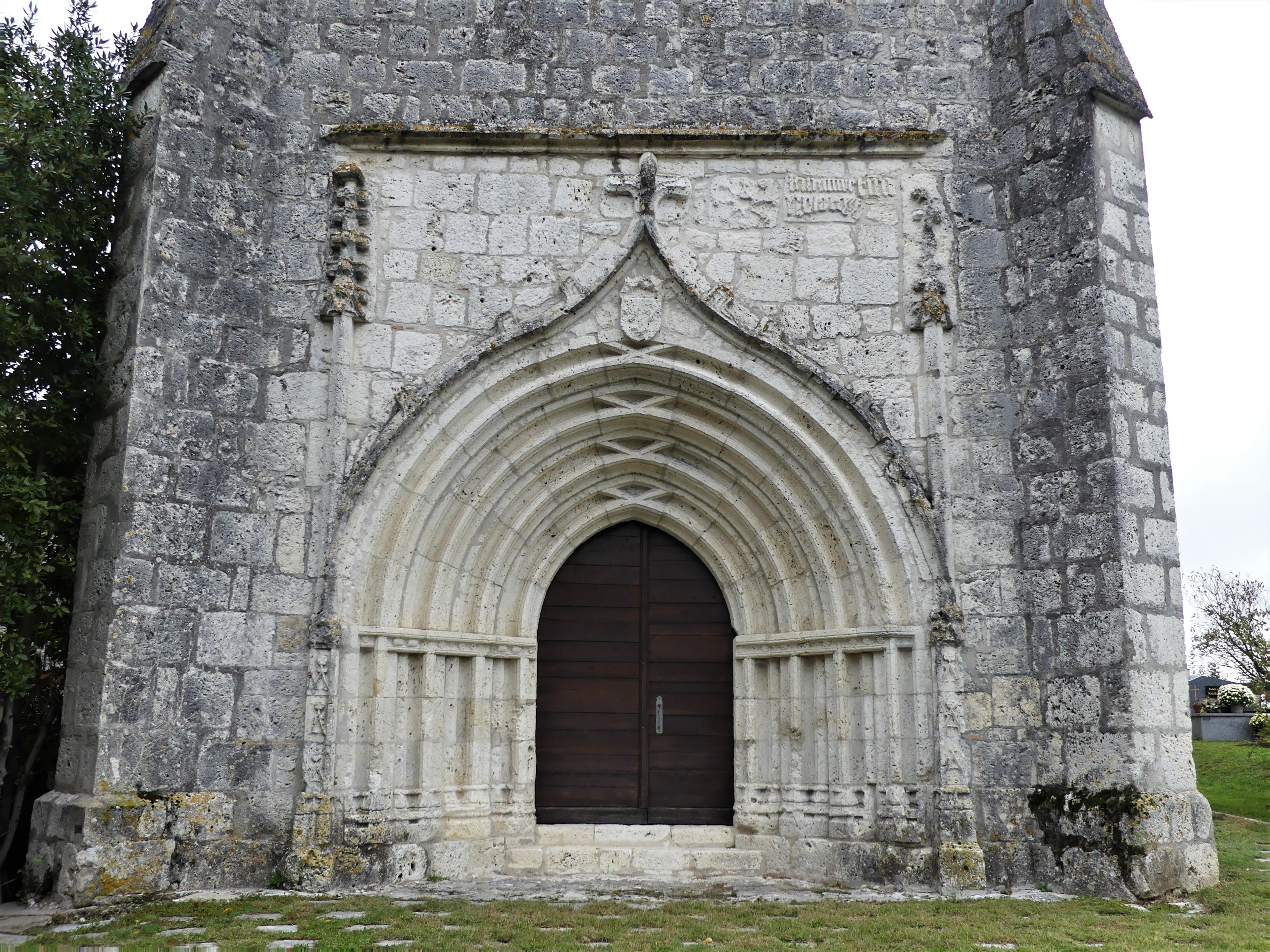
Le porche de l'église.
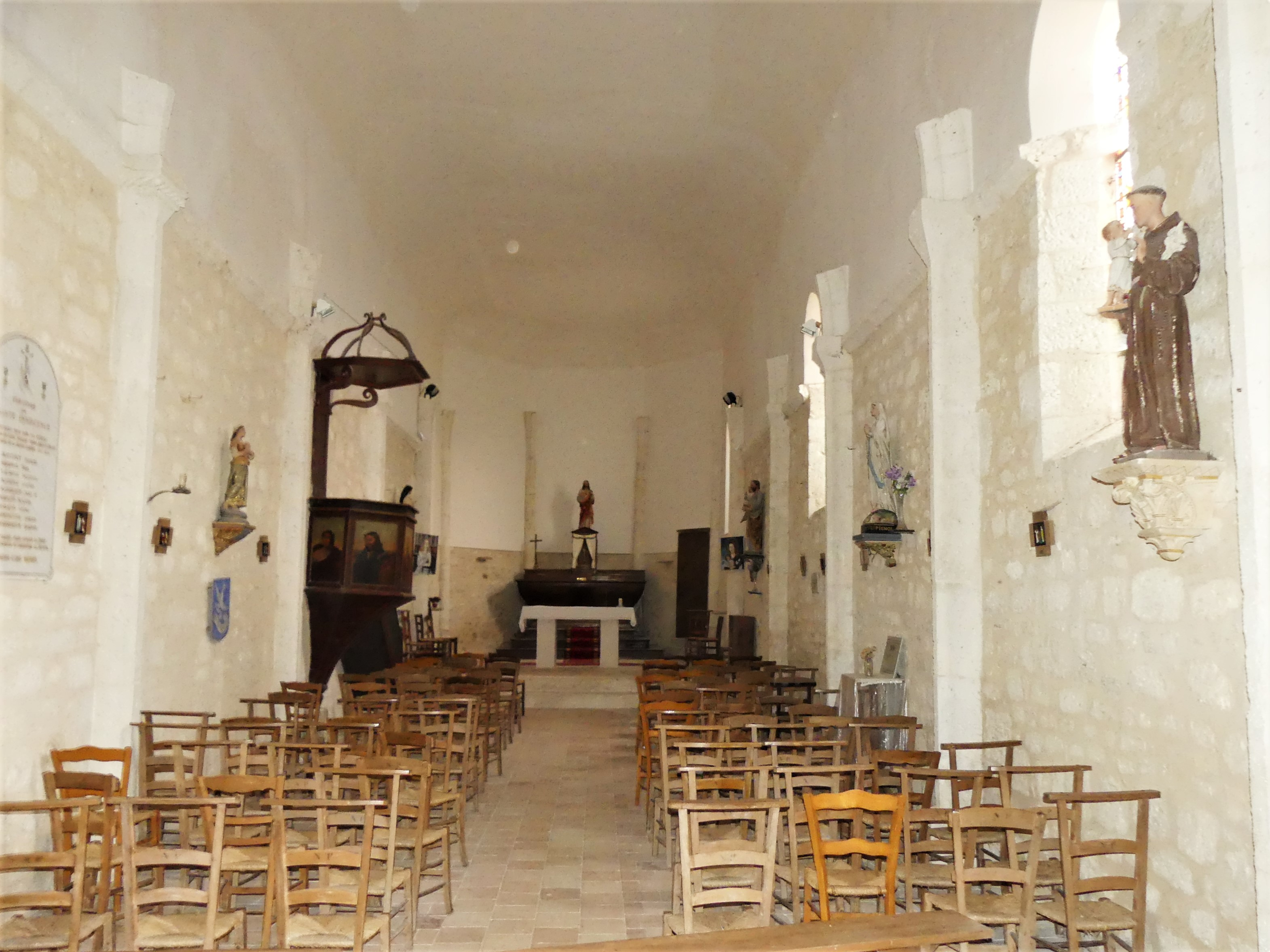
Sa nef.
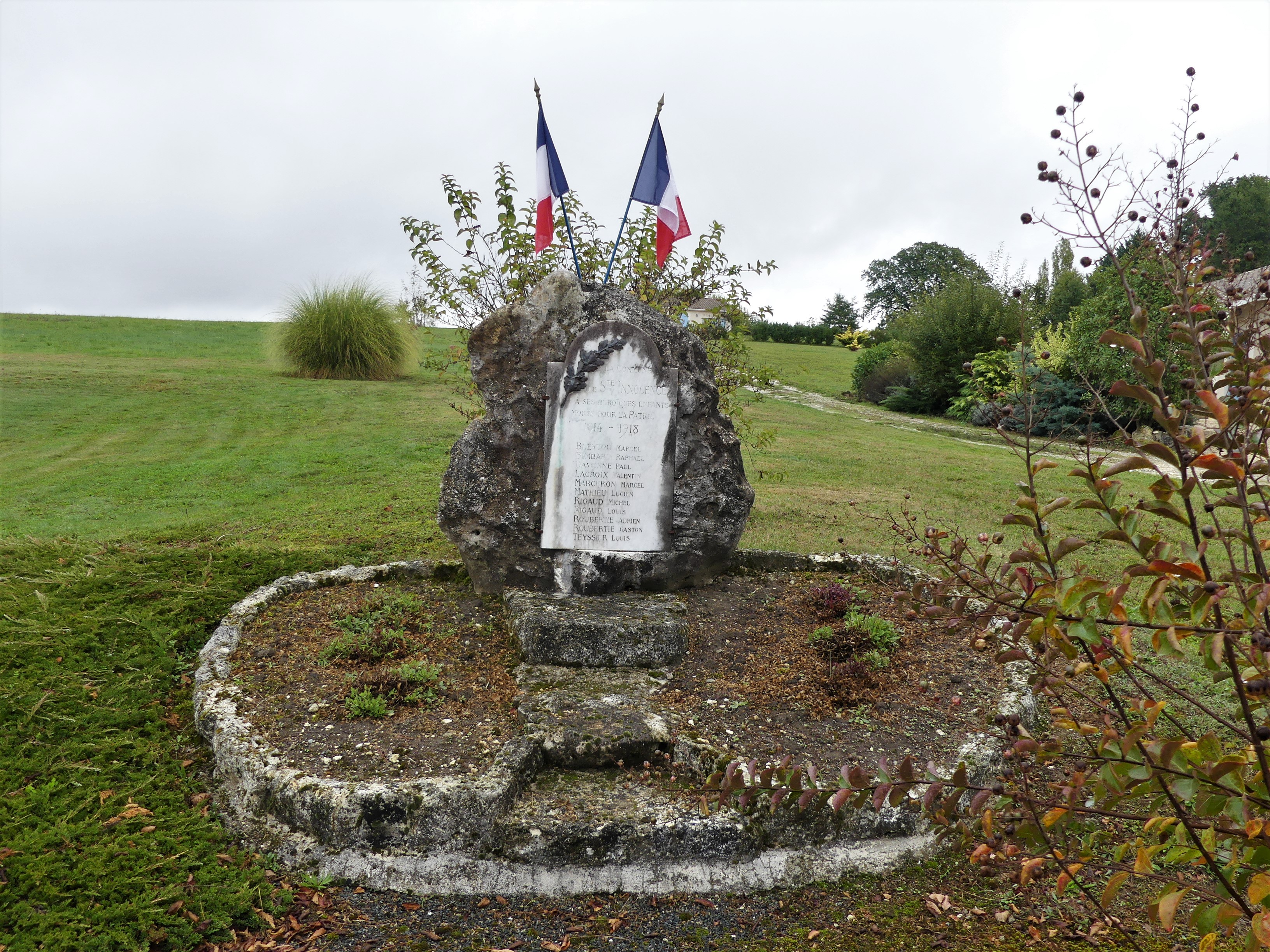
Le monument aux morts.
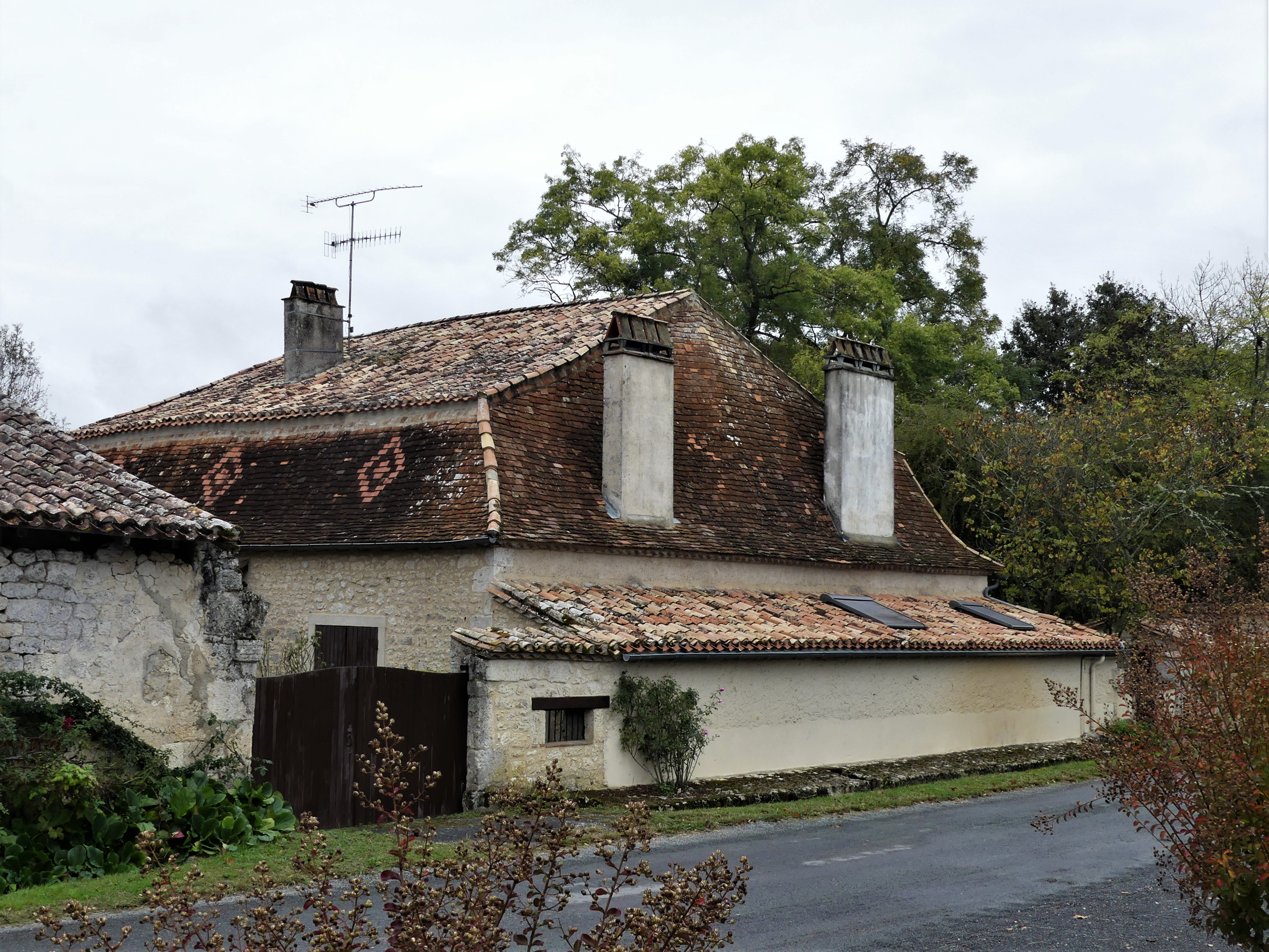
Une maison dans le bourg.
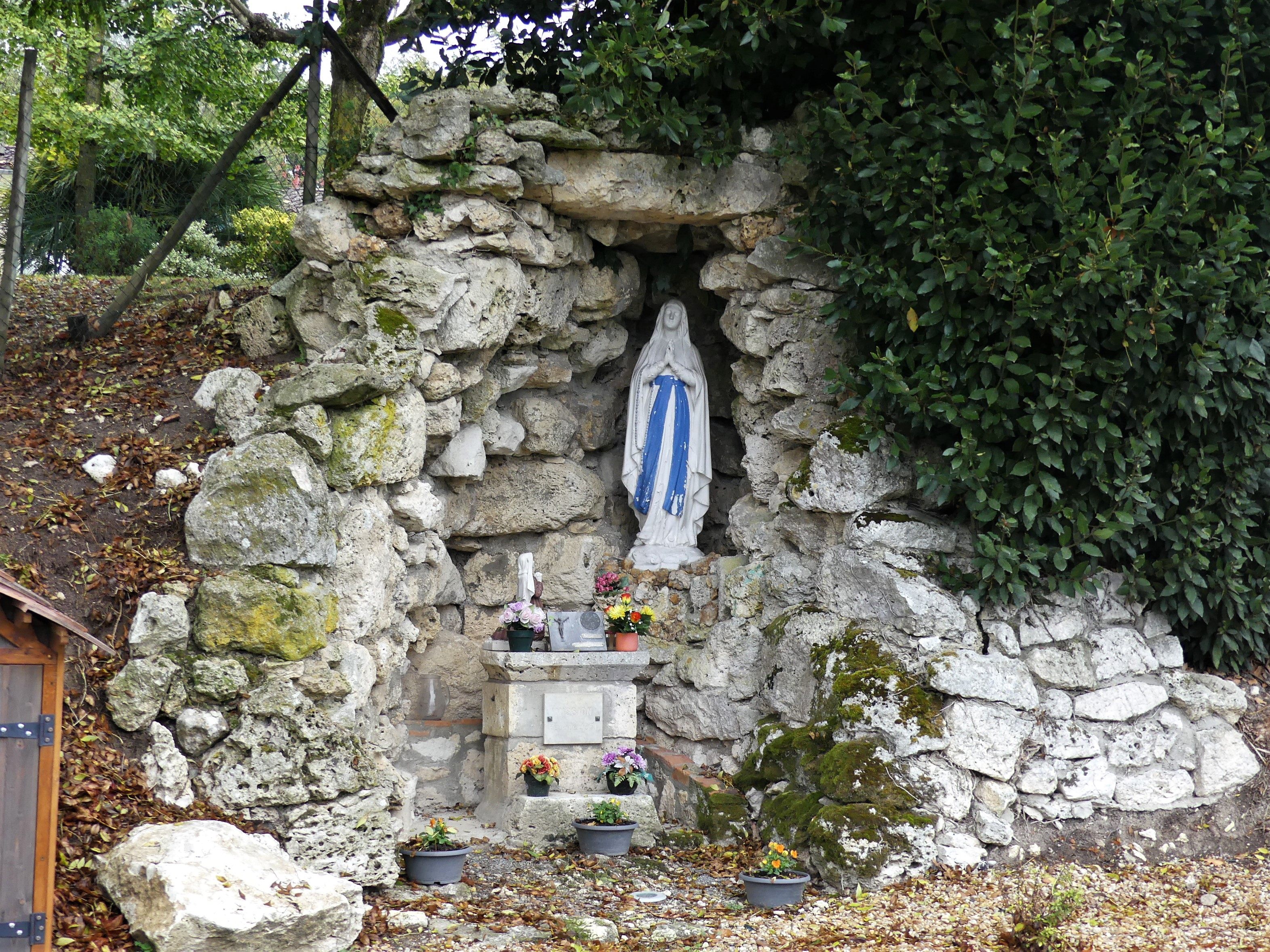
Oratoire au nord du bourg.
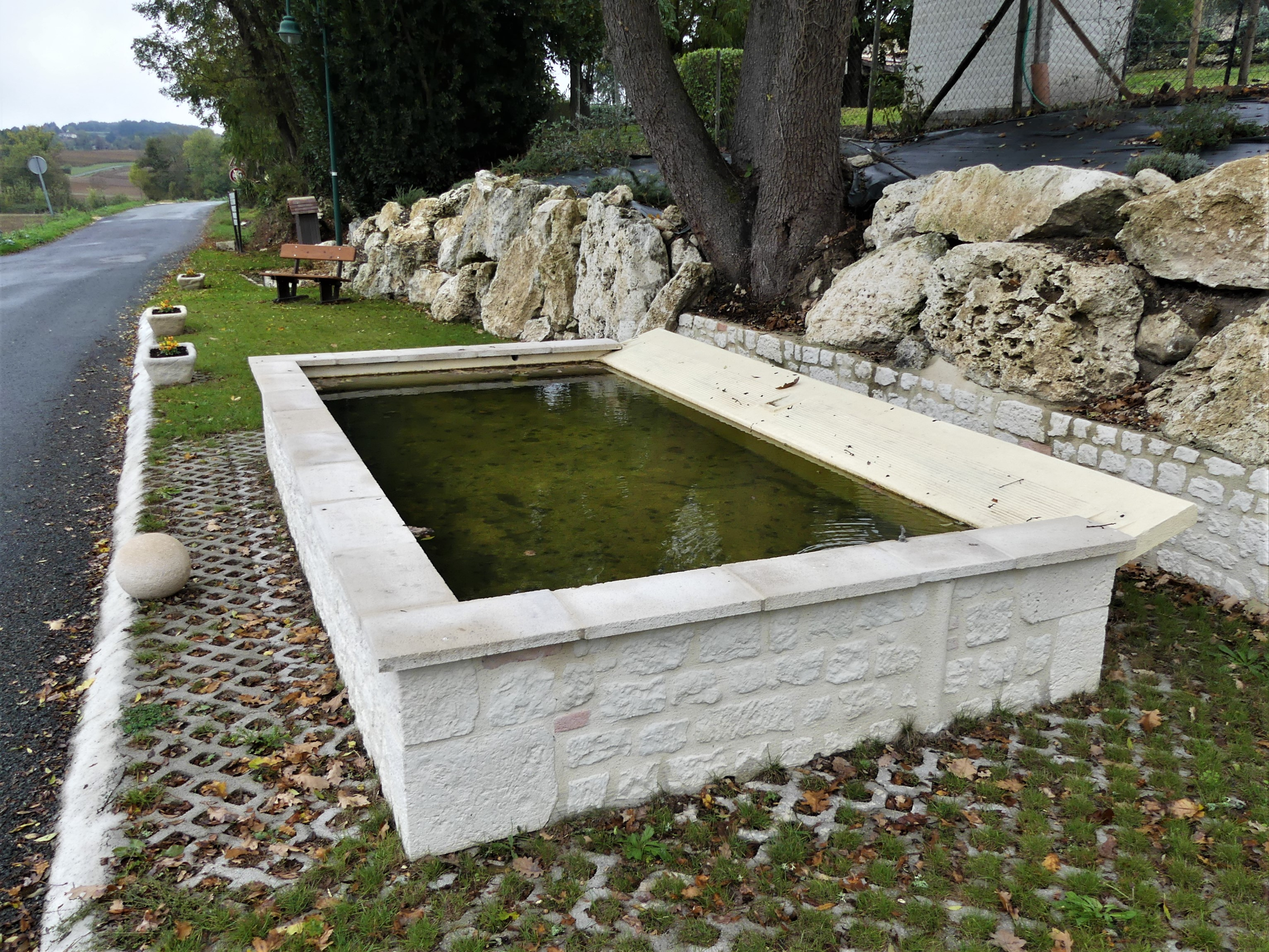
Le lavoir au nord du bourg.
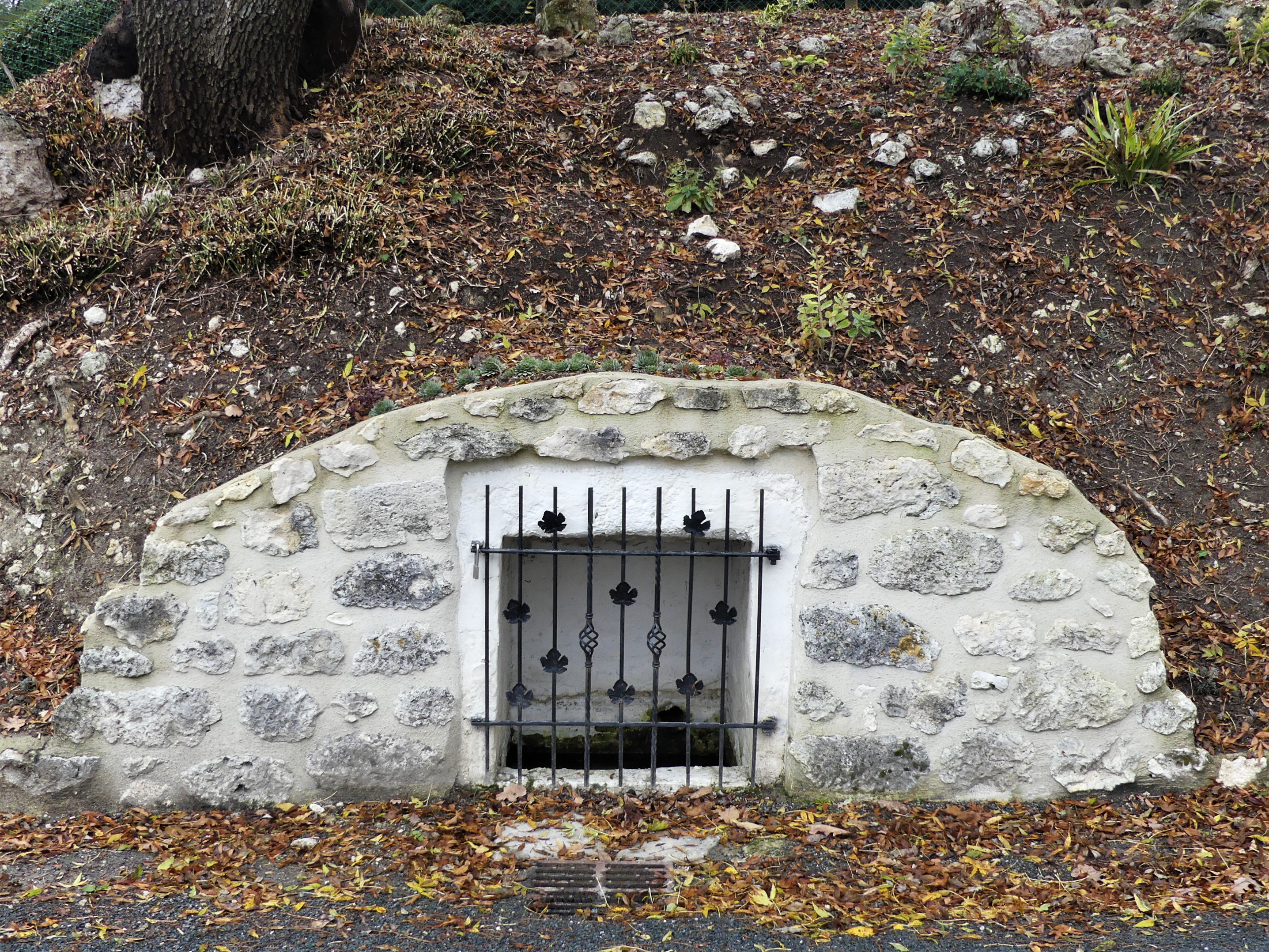
Source au nord du bourg.

### Personnalités liées à la commune
Walter Weideli (1927-), journaliste et écrivain suisse établi à Sainte-Innocence de 1978 à 2009. Il évoque sa vie au Prieuré dans la deuxième moitié de La Partie d'échecs, récit autobiographique paru en 2010.